# بلوار پاکروفسکی

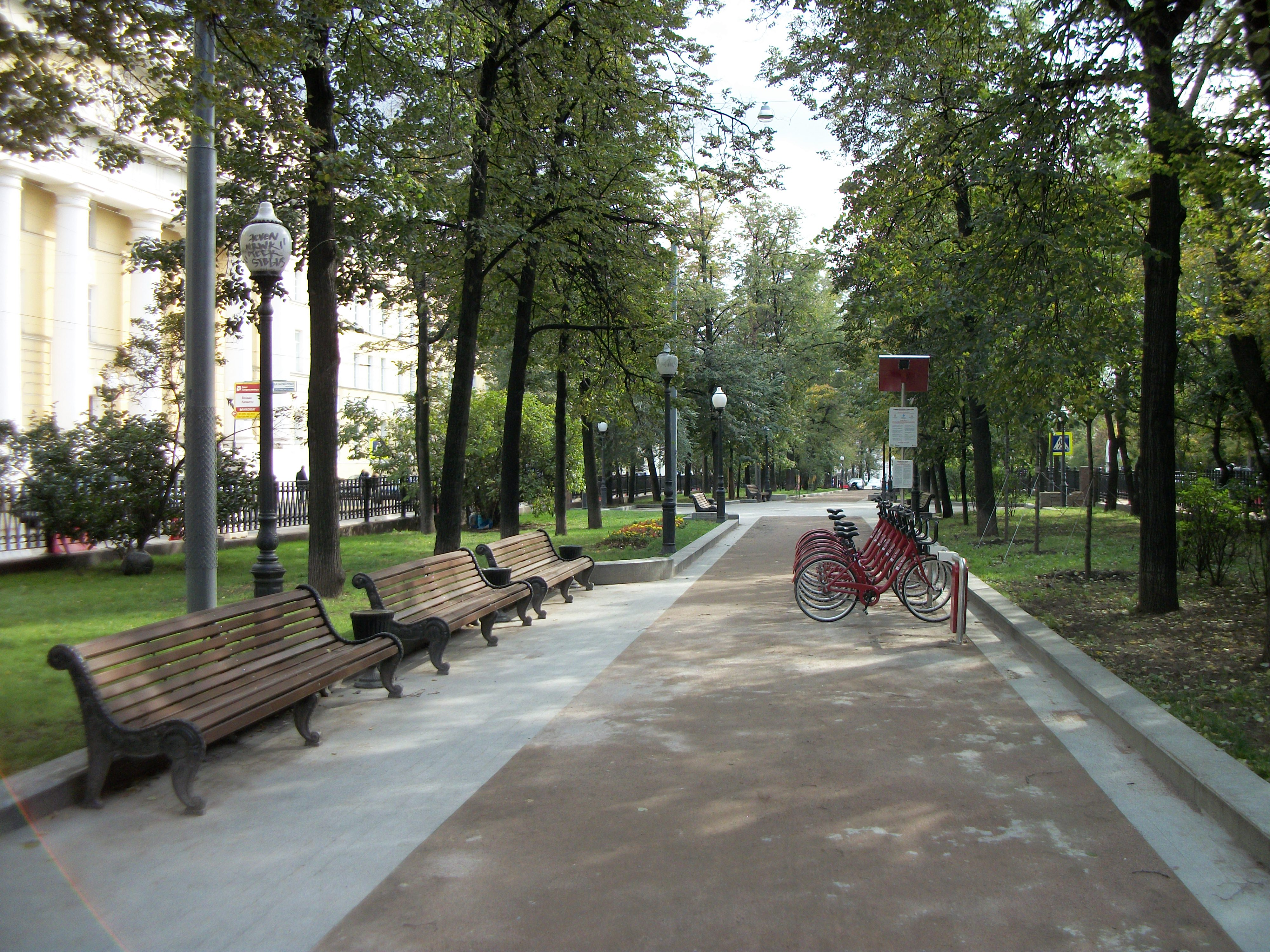
نمایی از بلوار پاکروفسکی.

بلوار پاکروفسکی (به روسی: Покровский Бульвар) از خیابان‌های اعیان‌نشین در هسته مرکزی مسکو، پایتخت روسیه است.
سفارت ایران در مسکو در این بلوار واقع شده‌است.